# 長門正貢
長門正貢（1948年11月18日—）乃日本的企業家，曾任瑞穗實業銀行常務執行董事、富士重工業（今速霸陸）副社長、美商花旗銀行日本分公司（日语：シティバンク銀行株式会社）董事會會長，郵貯銀行董事長、日本郵政社長、簡保生命保險董事、郵貯銀行董事等職務。

## 生平
1948年11月18日長門出生於北海道小樽市，就讀私立學習院中高等科後，1972年在一橋大學社會學部畢業，隨即進入日本興業銀行（瑞穗銀行前身）工作。受到一橋大學教授宮川公男的鼓勵，1974年遠赴美國私立塔夫茨大學佛萊徹法律與外交學院（The Fletcher School of Law and Diplomacy）留學，兩年後畢業並取得國際關係理論碩士學位。
返國後回到日本興業銀行法人營業部門，負責服務能源產業、汽車業、電機業等公司客戶。1979年起外派至休斯敦辦事處，1987年改調紐約辦事處，1997年升任曼谷分行行長，2000年成為常務董事，2001年升常務董事調査本部長。2002年第一勸業銀行、富士銀行、日本興業銀行分割合併成瑞穗銀行，長門擔任常務執行董事；翌年調任瑞穗實業銀行（2013年起被瑞穗銀行吸收合併）的常務執行董事兼美洲統括董事，並於2006年退休。
退休後，2006年6月進入富士重工業（今速霸陸）擔任專務執行董事，一直到2010年6月陸續升任至副社長。長門在富士重工業任職期間曾受到新生銀行網羅，但他後來拒絕。2011年6月進入花旗銀行日本分公司董事會擔任副會長，他曾三度以業務停止命令進行內部控制，以強化對應主管機關的查核。2012年1月起，長門升任該行董事會會長，直到2015年3月退任。
2015年5月11日就任為郵貯銀行社長，並兼任國立大學法人一橋大學經營協議會委員。2016年4月1日隨著日本郵政社長西室泰三因病辭職，長門也自郵貯銀行代表執行役社長一職退任，升任日本郵政社長。不過長門仍是日本郵便之董事，同年6月也擔任簡保生命保險之董事。
2019年12月27日，因簡保生命保險發生不正當保險契約的醜聞，長門正貢與日本郵便社長橫山邦男及簡保生命保險社長植平光彥三人一同請辭。

## 內部連結
- 花旗銀行
- 速霸陸